# Claude-Max Lochu
Pour les articles homonymes, voir Lochu.

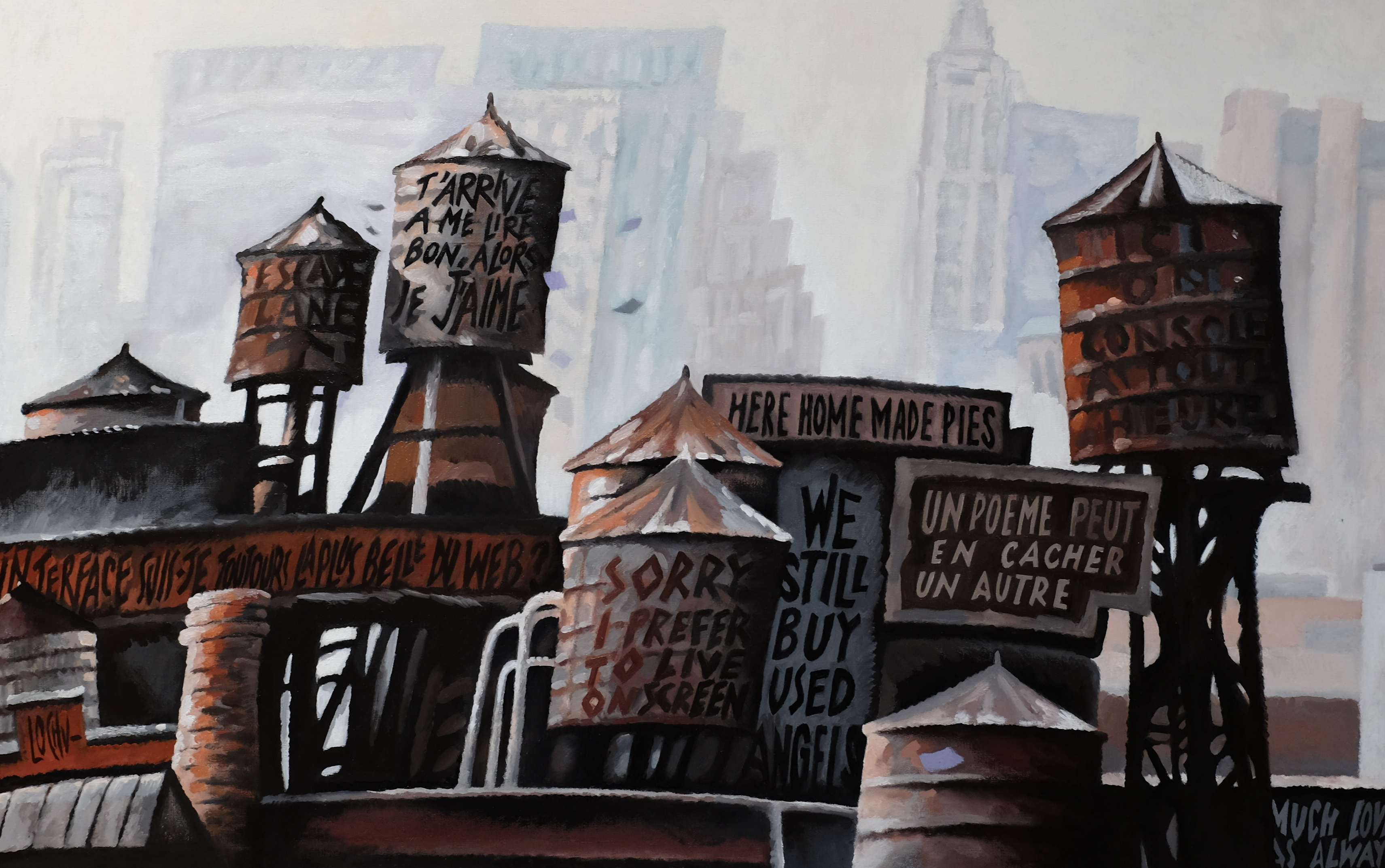
Water Towers Story,, 2016, huile sur toile

Claude-Max Lochu est un artiste contemporain, peintre et dessinateur diplômé de l'école des beaux-arts de Besançon. Né à Delle dans le Territoire de Belfort en 1951, installé à Paris puis à Carrières-sur-Seine pendant de nombreuses années, il vit et travaille aujourd'hui à Arles. Il a exposé au musée de Dole, de Gaillac et de Faure d'Aix-les-Bains où certaines de ses toiles font partie des collections.

## Biographie
Claude-Max Lochu étudie la peinture à l'école régionale des beaux-arts de Besançon  (atelier Jean Ricardon), dont il a été diplômé en 1975, et expose pour la première fois en 1976, à Rabat et à Tanger au Maroc. Il s’installe à Paris en 1979 et participe au Salon de Montrouge en 1981 et 1982. Au cours d’un premier voyage au Japon en 1982, il étudie le Sumi-e, technique à l'encre, auprès du peintre Shiko Itoh. En 1985, il retourne au Japon pour emprunter la route du Tōkaidō de Hiroshige entre Kyoto et Tokyo, et s'inspire du concept de fueki ryūkō, la permanence et le mouvement, développé par Bashō, le poète du haïku. Il débute ainsi une série de travel paintings, à l'instar des peintres voyageurs faisant du voyage une source d'inspiration. Cette démarche donnera naissance aux « Maisons du Ciel », recherche sur le relief des villes de Paris, Rome, Lisbonne, Amsterdam, New York, Londres, Los Angeles et Berlin. Claude-Max Lochu étudie aussi la nature morte, les intérieurs, et les paysages du sud où il recherche la poésie plutôt que la représentation. Outre son travail avec différentes galeries, Claude-Max Lochu a exposé au musée de Dole en 1985 et au musée Faure d'Aix-les-Bains en 2000 et 2012.
En 2000, il expose le tableau Aix les Bains depuis le Boulevard des Anglais au musée Faure une toile qu'il réalise lors de sa 1re exposition à Aix-les-Bains et qui est maintenant dans l’entrée du musée. Le tableau représente une vue de la ville en survol. En 2012, une rétrospective  de ses travaux a lieu à nouveau au musée Faure en Savoie et un portrait d'Auguste Rodin rejoint les collections du musée.
Depuis 2001, il expose à l’Accademia libera natura e cultura à Querceto en Italie.
En 2006, il participe au festival Paix et Lumière pour le projet de Lama Gyourmé de construire en Normandie un Temple pour la Paix ayant pour objectif de promouvoir la paix dans le monde et le dialogue interreligieux. 

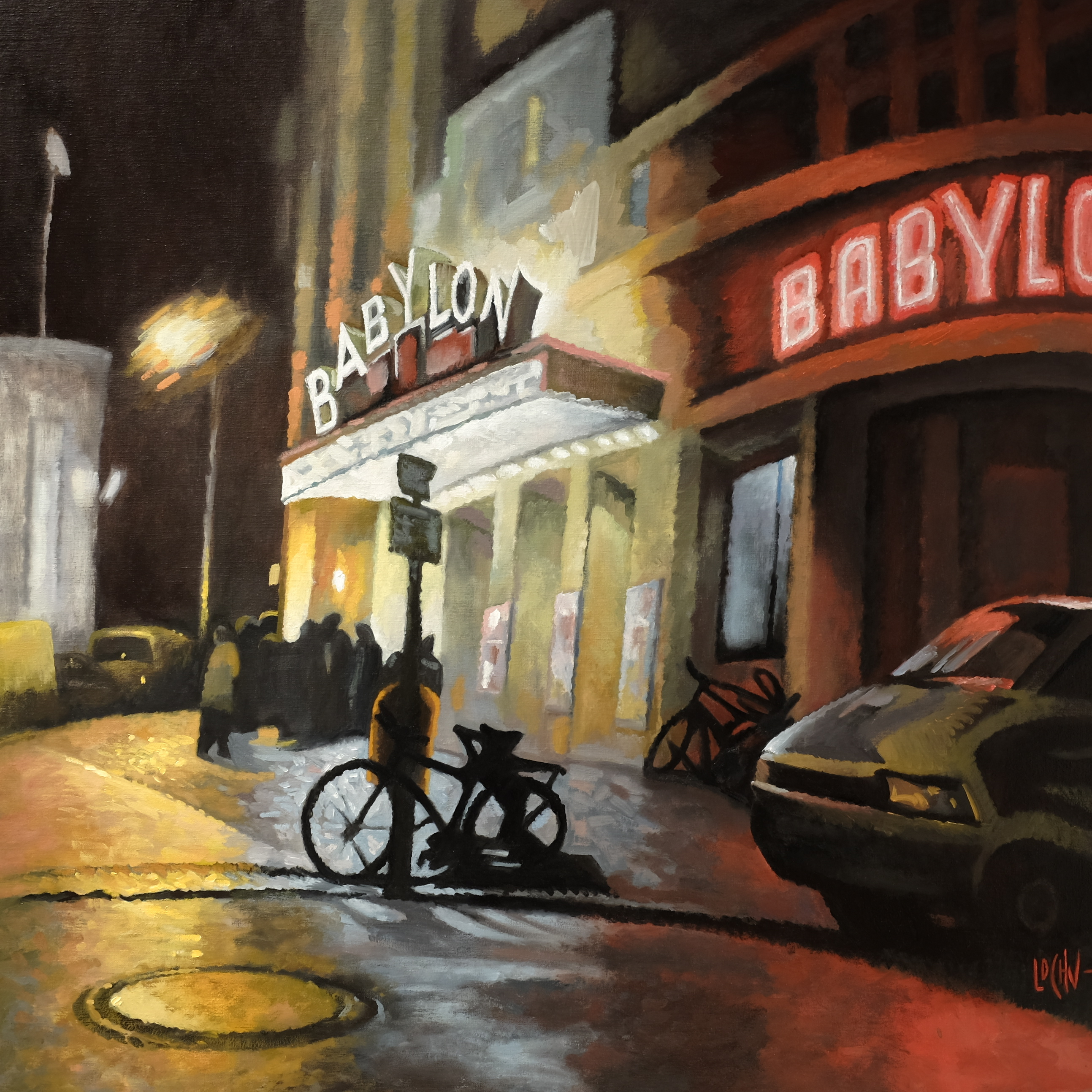
Kino Babylon,, 2017, huile sur toile

En 2013, il expose au musée des beaux-arts de Gaillac dans le Tarn.
De juillet à septembre 2013, 26 de ses huiles sur toiles, gouaches et dessins sont présentés en clôture de la visite du musée de l'Aventure Peugeot à Sochaux dans le Doubs.
L'office de tourisme du Pays des Impressionnistes, centré sur la genèse de l'Impressionnisme le long des rives de la Seine, a organisé une visite de son atelier à Carrières-sur-Seine en janvier 2014.
L'atelier-galerie « Les Pissenlits », situé aux Combes, dans le Doubs, lui consacre une exposition de novembre 2014 à janvier 2015.
En mars 2016, il expose à la galerie Gavart, rue d'Argenson à Paris.
En mai et juin 2017, une exposition de ses peintures intitulée Voyages se tient au centre culturel Jean Vilar à Marly-le-Roi.
De juin à août 2018, il est l'un des 37 artistes à participer à Jubilons → Jubilez – Rétrospective et Perspectives, la dernière exposition organisée au musée Faure par son conservateur, André Liatard,.
En 2017, il s'installe à Arles, y réalise une série de paysages et expose à la Galerie Cezar en août 2021,,.

## Publications
- Catalogue d'exposition de Claude-Max Lochu, 1985, Musée des Beaux-Arts de Dole[23]
- Illustrations de La Princesse qui aimait les chenilles de René de Ceccatty en collaboration avec Ryôji Nakamura, 1987, éditions Hatier,  (ISBN 2218078589)
- Claude Max Lochu : exposition, Aix-les-Bains, Musée Faure, 7 avril-15 mai 2000, éditeur Aix-les-Bains : Musée Faure, 2000,  (ISBN 2908214075 et 9782908214079)
- Claude-Max Lochu: Pour solde de tout compte : expositions, Musée Faure, Aix-les-Bains, 7 avril-17 juin 2012 et Musée des beaux-arts, Gaillac, 1er trimestre 2013, éditeur Musée Faure, 2012,  (ISBN 2357570229 et 9782357570221)
- Claude-Max Lochu, Bruno Smolarz, Objets intranquilles & autres merveilles, Atéki éditions, 2021,  (ISBN 9782957345212)[24]